# 施泰因海德
施泰因海德（德語：Steinheid，發音：[ˈʃtaɪnhaɪt]）是德国图林根州松讷贝格县曾经的一个市镇，面积23.21平方千米，人口为人。2011年12月1日，施泰因海德并入市镇伦韦格地区诺伊豪斯。